# Шалкарський сільський округ (Цілиноградський район)
Шалка́рський сільський округ (каз. Шалқар ауылдық округі, рос. Шалкарский сельский округ) — адміністративна одиниця у складі Цілиноградського району Акмолинської області Казахстану. Адміністративний центр — село Шалкар.
Населення — 833 особи (2021; 1260 у 2009, 1823 у 1999, 2359 у 1989).
Станом на 1989 рік існувала Челкарська сільська рада (села Єгіндиколь, Каратомар, Отаутускен). До 2010 року округ називався Челкарським.

## Склад
До складу округу входять такі населені пункти:
| Населений пункт  | Населення, осіб (1989) | Населення, осіб (1999) | Населення, осіб (2009) | Населення, осіб (2021) |
| ---------------- | ---------------------- | ---------------------- | ---------------------- | ---------------------- |
| Каратомар, село  | 361                    | 260                    | 177                    | 97                     |
| Отаутускен, село | 431                    | 369                    | 318                    | 198                    |
| Шалкар, село     | 1567                   | 1194                   | 765                    | 538                    |